# Duxer Fibel

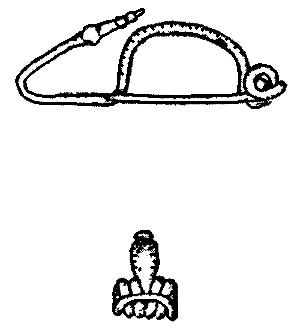
Schematische Darstellung einer Fibel im Frühlatèneschema. Duxer Fibeln waren meist reicher verziert.

Die Duxer Fibel ist eine frühlatènezeitliche Gewandspange zum Zusammenhalten der Kleidung. Dieser Fibeltyp ist nach der Stadt Dux, heute Duchcov in Tschechien, benannt.

## Beschreibung
Die Duxer Fibel ist im sogenannten Frühlatèneschema ausgeführt; das heißt, dass der Fuß in weitem Bogen zum Bügel zurückschwingt und diesen beinahe berührt. Gewöhnlich endet er in einem kugeligen Zierelement. Bei der Duxer Fibel ist der Bügel im Querschnitt sehr variabel, er kann etwa drahtartig oder mit blattförmigem Querschnitt ausgeführt sein. In der Regel verläuft er in der Form eines breiten „U“ und ist mit Punzierungen und Kerbmustern verziert. Charakteristisch für die Duxer Fibel ist eine Kugelspitzzier am Fußende. Die Schließwirkung wird durch eine Spiralfeder mit vier oder sechs Windungen erzeugt.
Duxer Fibeln sind ein typischer Trachtbestandteil der späten Eisenzeit, insbesondere der Stufe Latène B, d. h. des 4. Jahrhunderts v. Chr. Ihr Verbreitungsgebiet erstreckt sich über die Schweiz und Norditalien.